# مايكل فريمان
مايكل فريمان (بالإنجليزية: Michael Freeman)‏ هو صحفي ومصور بريطاني، ولد في 1945.

## وصلات خارجية
- الموقع الرسمي
- مايكل فريمان على موقع IMDb (الإنجليزية)